# Oechalia kaonohi
Oechalia kaonohi är en insektsart som beskrevs av George Willis Kirkaldy 1909. Oechalia kaonohi ingår i släktet Oechalia och familjen bärfisar. Inga underarter finns listade i Catalogue of Life.